# Прабгавішну Даса
Прабгавішну Даса (Prabhaviṣṇu Dasa IAST), Ім'я при народженні - Пол Ма́гован Ба́рроу,(англ. Paul Magowan Barrow), рід. 1950; Белфаст, Північна Ірландія - падший (визнав свою нездатність дотримуватися обітниць чину свамі 6 січня 2012) індуїстський вайшнавскій релігійний діяч, колишній ініціюючий ґуру і колишній член Керівного ради Міжнародного товариства свідомості Крішни (ІСККОН). Курував діяльність ІСККОН в Росії (Далекий Схід і південний регіон), Абхазії, Латвії, Індії (Біхар, Джаркханд і Сіккім), Непалі, Малайзії, Австралії та Новій Зеландії.

## Біографія
Пол Барроу народився в 1950 році 24 вересня в Белфасті. У дитинстві, під час шкільних канікул, він разом з батьками багато подорожував по різних країнах. У дев'ять років батьки віддали його вчитися до школи-інтернат. Зі шкільних предметів йому особливо подобалися іноземні мови. У дванадцятирічному віці він об'їхав усю Ірландію на велосипеді. 
Після закінчення школи, Пол вирішив до вступу до університету провести один рік у подорожах і відправився спочатку до Франції, а потім до Північної Африки, де його дуже залучила мусульманська практика щоденної молитви і гостинність місцевих жителів. Одного разу в Парижі Полу в руки потрапив крішнаїтське журнал під назвою «Назад до Бога». На його обкладинці він побачив фотографію щасливих і радісних кришнаїтів, а заголовок був такий: «Радість душі відрізняється від радості тіла». Через деякий час, в квартирі одного з своїх приятелів, він знайшов «Бгаґавад-Ґіту як вона є» - священний індуїстський текст «Бгаґавад-Ґіту» у перекладі і з коментарями засновника ІСККОН Бгактіведанти Свамі Прабгупади.
У 1971 році, будучи вже в Лондоні, Пол вирішив відвідати крішнаїтське храм. Відшукавши його, він встав перед входом, роздумуючи, заходити чи ні. У цей час з храму вийшов кришнаїт, надів на нього квіткову гірлянду і запросив його поснідати. Потім Пол відправився разом з крішнаїтами на вуличний кіртан, який йому дуже сподобався. Через пару днів він знову прийшов в храм, де зустрів його на вході крішнаїтське чернець запропонував йому придбати за пожертву нещодавно опубліковану книгу під назвою «Крішна - Верховний Бог-Особа». Пол, довго не думаючи, віддав ченцеві весь свій гаманець. Увечері цього ж дня Пол вперше зустрів Бгактіведанту Свамі Прабгупаду, який прочитав у храмі лекцію. Натхненний цією зустріччю, Пол наступного ж дня поголив голову і став ченцем-послушником.
Незабаром Пол разом з іншим ченцем відправився в Бристоль, маючи намір відкрити там храм ІСККОН. Перший час вони жили по домівках знайомих хіпі, щоденно проводячи проповідничі програми. Незабаром до них приєдналося кілька нових кришнаїтів, і вони відкрили маленький храм в Кардіффі. Після цього Пол провів деякий час у Лондоні, а потім був посланий в Париж, оскільки міг говорити французькою. У паризькому храмі він виконував обов'язки кухаря, щоденно пріготовлюючи Прасад і розвозячи його кришнаїтам, що проводили увесь день кіртан на центральних вулицях Парижу. У грудні 1971 року до Парижу прибув Бгактіведанта Свамі Прабгупада і Пол отримав від нього духовне посвячення і санскритське ім'я «Прабгавішну Даса».
Через деякий час у кришнаїтів в Кардіффі з'явилося нове приміщення, і вони попросили Прабгавішну повернутися і допомогти їм з проповіддю. Потім у британських кришнаїтів виникла ідея створити першу у Європі подорожуючу групу для розповсюдження духовної вайшнавської літератури і Прасаду. Зі США приїхали кілька кришнаїтів, що вже мали досвід подібної проповіді, і навчили цьому англійських побратимів. Був куплений автобус, в якому Прабгавішну Даса разом з іншими кришнаїтами почав подорожувати і проповідувати по всій Великій Британії. Незабаром він став лідером цієї групи. Прабхупада, дізнавшись про успішно проведеної ними проповіді, написав Прабхавішну лист, в якому висловив своє задоволення і закликав його продовжувати в тому ж дусі.
У 1973 році Прабгавішну відправився до Ірландії і відкрив там перший храм ІСККОН. Потім він повернувся до Англії, де спочатку став президентом храму в Лондоні, а через кілька місяців - у Бгактіведанта-менорі (маєтку під Лондоном, що його пожертвував Руху свідомости Крішни Джордж Гаррісон). Весь цей час він продовжував подорожувати і проповідувати, поширюючи вайшнавскую релігізную літературу. Зібралася під його керівництвом група кришнаїтів була ядром проповіді у Великій Британії. У ті дні, за свої ентузіазм і рішучість, Прабхавішну отримав прізвисько «лев-брахмачарі» («чернець-лев»). 
У 1975 році, на прохання Прабгупади, Прабгавішну відправився до Індії, де спочатку керував будівництвом величезного храму ІСККОН у Бомбеї, а потім приєднався до проповідницької «Бібліотечної групи», яка поширювала комплекти вайшнавських книг в університетські бібліотеки по всій Індії, Банґладеш і Непалі. Прабгавішну зміг побачити величезні можливості для проповіді в цих країнах і пізніше знову повернувся туди.
У 1977 році, незадовго до своєї смерті, Прабгупада викликав до себе Прабгавішну і дав йому останні настанови: «Один відомий індійський поет, який жив у Лондоні, якось сказав одному англійцю: "У тебе доблесть англійської лицаря і серце бенґальської матері". Свого часу англійці поширили свою імперію по всьому світу. Так і ти поширювати по всьому світу імперію свідомості Крішни з доблестю англійської лицаря і серцем бенґальської матері».
У 1979 році Прабгавішну Даса прийняв Саннйаса (уклад життя у зреченні) і продовжив проповідувати в Індії та Південно-Східної Азії. У 1984 році він був обраний членом Керівного ради Міжнародного товариства свідомості Крішни, а у 1987 році почав виконувати обов'язки ініціюючого ґуру і приймати учнів. У 1986 році Прабгавішну Свамі вперше відвідав Росію, куди з тих пір приїжджав реґулярно. Він вивчив російську мову і з початку 1990-х років керував діяльністю ІСККОН в ряді реґіонів Росії.
| Я розумію, що це зовсім не легко: подорожувати постійно протягом довгого часу, не маючи належної їжі та місця для відпочинку, і також там, мабуть, іноді буває дуже холодно - і все ж, оскільки ти постійно черпаєш в це стільки насолоди, стільки духовної насолоди, це здається тобі подібним грі. Це - вища стадія духовного життя, якої ніколи не досягають навіть найбільші йоги і так звані Гьян...Оскільки ти на своєму власному досвіді зміг правильно зрозуміти філософію свідомості Крішни - тому за такий короткий час ти перевершив всі стадії процесу йоги і піднявся на вищий рівень перекази себе Крішни. Я дуже ціную це, спасибі тобі велике за те, що ти допомагаєш мені таким чином. З листа Шрила Прабхупада. |
Прабгавішну Свамі взяв відчужений спосіб життя санньяса ашрам в 1979 році і незабаром був призначений членом GBC, і в місці з тим Таїланду був одним з його перших зональних завдань; він став GBC в Австралії в 1987 році. В Австралії добре пам'ятають як він рішуче виступав за поширення книг. Однак люди також знають що він не в змозі контролювати свої сексуальні бажання (що є неприпустимим для того, хто перебуває у чині санн'ясі і носить титул Свамі), і цей недавній інцидент вже другий інцидент на який Керівній Раді (GBC) слід звернути увагу. Перший інцидент в 90-х роках, також в Бангкок, Таїланд, приховували, але за деякими даними, він отримав догану від GBC і було вирішено, заборонити йому ініціювати і перейти в гріхастха ашрам, втративши безстроково свій статусу ґуру-санн'ясина за рішенням засідання GBC 2012 року.

## Офіційний Лист Від Прабгавішну Даса
Крішначандра Даса - Шрі Вріндаван Дгам: офіційна декларація 7 січня 2012

| Будь ласка, прийміть мої смиренні поклони. Вся слава Шрилі Прабгупаді! З глибоким жалем я бажаю повідомити Вам, що я зійшов з усіх положень лідерства в межах :ІСККОН, включаючи члена GBC, саньясі, і ініціюючого гуру. Це, бо недавно я не був в змозі :підтримати необхідні духовні стандарти для тих, хто тримає такі положення. Я фізично і подумки вичерпав сили через постійні подорожей і організаторських тисків. Це :особливо виснажувало мене, і через те що я намагався вирішити суперечки серед відданих, :оскільки я - за своєю природою несуперечливий тип людини. Я подорожував майже постійно протягом всього мого життя починаючи з дитинства, і тепер я :відчуваю потребу влаштуватися в одному місці, де я знаходжу, що клімат і культура приємні :моєї фізичної та розумова природі. Я думаю залишитися в Таїланді, оскільки я знаходжу, що він :такий, і я також розвинув трохи прихильності до людини там, який є пристойним, Сердечна, :старанним і скромним. Якщо це вдається тоді, я звичайно сподіваюся трохи послужити ІСККОНу :там. В іншому випадку тоді я сподівався б спробувати жити в храмі ІСККОН або спільноті, :можливо на Півдні Індії. Я дуже жалкую що зрадив Вас. Я ніколи не просив ні одне з цих позицій лідерства, але за :обставинами влаштованими Крішною, моя доля була прийняти їх. Я старався з усіх сил, але так :чи інакше я більше не вважаю за можливе продовжувати. Проте, я завжди був дуже щасливий у :ІСККОНЕ з самого першого моменту, до сьогодення. Це була велика честь для мене, мати :можливість послужити трохи руху Шріли Прабхуапади, і спілкуватися з Вами. Я сподіваюся що :буду в змозі продовжити підтримувати контакт з відданими, відвідувати храми ІСККОН і час від :часу служити ІСККОН в майбутньому. Ще раз мої найглибші вибачення Вам всім. Люб'язно вибачте будь-які помилки, які я зробив або :будь-які злочини, які я, міг, вчинити по відношенню до кожного з Вас. Я сподіваюся, що це знайде Вас в доброму здоров'ї і настрої свідомості Крішни, Ваш дискваліфікований слуга, Прабгавішну Дас. |

## У світській культурі
Прабгавішну Свамі - ім'я головного героя оповідання а російського письменника Василя Аксьонова «Корабель миру "Василь Чапаєв"» , що увійшов до збірки « Неґатив позитивного героя» (1995). Розповідь вперше був опублікований в січневому номері журналу «Знамя» за 1995 рік. У творі Аксьонова , Прабгавішну Свамі - лідер секти австралійських кришнаїтів. До того, як «на нього зійшла благодать», Прабхавішну Свамі звали Дерек Доор, і він «займався зубним протезуванням в передмістях Сіднею». Разом з групою своїх послідовників Прабгавішну Свамі подорожує вниз по Волзі на орендованому теплоході « Василь Чапаєв ». В оповіданні Аксьонова, Прабгавішну і супроводжуючі його кришнаїти практикують ритуальний секс, вважаючи це « самозреченням на шляху до нірвани ». Історія закінчується тим , що Прабхавішну і його учні готуються здійснити масове самогубство.
Після публікації оповідання редакція журналу отримала ряд листів від ображених кришнаїтів. У липневому номері « Знамя» за 1995 рік було опубліковано одне з найбільш характерних читацьких листів і відповідь Аксьонова. у листі, зокрема, говорилося:
|  | Ображальник святої особистості вважається найбільш занепалим з усіх грішників. Це зрозуміло навіть людям, далеким від релігії. Особистості, які вчинили подібну наругу, - не просто індивідууми, які втратили останні уявлення про моральні критерії, - це обранці з негідників. Все, що зроблено ними, - зроблено свідомо, і тому волати до них - абсолютно марне заняття. Але заради сотень читачів, нечистих цієї брудної брехнею, пишуться ці рядки. У всіх, кому вдалося просто поспілкуватися з Прабхавішну Свамі, духовним учителем ІСККОН, залишається відчуття дитячої чистоти цього дорослого, навченого досвідом і добре освіченої людини. Глибокий, проникливий погляд Його прекрасних, трохи сумних очей - погляд великої, усвідомила себе душі. Незмірно високо стоїть Він у своєму смиренному велич над усіма вашими жалюгідними спробами зробити Йому боляче, панове Аксьонови та Чуприніни. Душа, подібна душі Вчителя, не знає помилкової гордості і тому не чутлива як «до хули і наклепів», так і до похвал на свою адресу. Але вже вам-то цього не зрозуміти. Ваш доля - це злісне шипіння, це отрута заздрості, це бродячий гавкіт. Його життя, Його місія - чисті, високі і благородні. У нього сотні послідовників в різних містах різних країн світу, які кожну секунду готові стати на захист Його честі, у нього сотні доброзичливців. Ваша доля - зумовлена і незавидна. Сумно, що ви навіть не зможете зрозуміти, кого ви намагалися образити і принизити. Безкорисливе і самовіддане служіння великої особистості, Шріли Прабхавішну Свамі Махараджа, спрямоване на те, щоб дати можливість духовного вдосконалення тим, кого ви ведете за собою у найтемнійші райони невігластва. |

Василь Аксьонов прокоментував листи ображених кришнаїтів наступним чином:
|  | Найменше я очікував , що моя розповідь «Корабель миру "Василь Чапаєв"» викличе обурення деяких прихильників Крішни , тим більше, що я знав кришнаїтів, які могли відрізняти художній вимисел від актуальних текстів і без праці вловлювали різницю між добрим гумором і викривальним пафосом. Автори обурених листів, схоже, не з цього числа; інші з них називають оповідання «статтею». Мені здається, що виникло дивне непорозуміння. Вони звинувачують мене в тому , що я образив їх вчителі Прабхавішну Свамі Махараджа, духовного керівника ІСККОН. Тим часом, я просто написав оповідання про кумедні пригоди на Волзі групи австралійських кришнаїтів на чолі з їх вождем, якого вони називають Прабгавішну Свамі і який ще недавно, в миру, був відомий під своїм англійським ім'ям Дерек Доор. Схоже, що читачі помилково вважають слова «Прабгавішну Свамі» особистим ім'ям свого наставника, між тим як це означає «Благословенний учитель». |